# Conrad von der Heyde
Conrad von der Heyde (geb. um 1675 in Schlesien; gest. im 18. Jahrhundert) war ein preußischer Land- und Justizrat.

## Leben

Wappen derer von der Heyde

Conrad von der Heyde war Angehöriger des alten schlesischen Adelsgeschlechts von der Heyde. Er war ein Sohn des Hans Wolfram von der Heyde, Erbherr auf Langen-Seifersdorf und Kriegskommissar im Kreis Reichenbach und dessen 3. Ehefrau Anna Magdalena (1635–1675), geb. Caspari von Zedlitz auf Tiefhartmannsdorf. Conrad von der Heyde immatrikulierte sich 1687 an der Universität Frankfurt (Oder). Im Anschluss wandte er sich wohl der Landwirtschaft zu. 1742 wurde er zum ersten Landrat des Kreises Reichenbach ernannt. Das Amt übte er bis 1747 aus, Nachfolger wurde George Friedrich von Gellhorn. Noch 1747 wurde er königlich preußischer Justizrat und ständiger Kommissar des Landkreises Schweidnitz.

## Persönliches
Conrad von der Heyde war Erbherr auf Ober- und Nieder-Habendorff. In erster Ehe war er seit 1697 mit Johanna Sophie († 1715), geb. von Nimptsch und Lampersdorff, verheiratet. Nach ihrem Tod heiratete er 1717 Maria Eleonora, geb. von Logau.